# 达喀尔-布莱兹·迪亚涅机场大区快速列车
达喀尔-布莱兹·迪亚涅机场大区快速列车（法語：Train express régional Dakar-AIBD (TER Dakar-AIBD)）是塞内加尔的一条标准轨电气化铁路。铁路连接了达喀尔市中心和布莱兹·迪亚涅国际机场，於2021年12月27日启用。

线路图

## 工程目的
建设的主要目的是疏解首都达喀尔的交通狀況，并同時向国际化铁路网接轨。

## 历史
建设工程于2016年末开始，法国公司恩基与泰雷兹集团分别负责信号系统和电力系统，埃法日与土耳其公司Yapi Merkezi组成的联合体负责土木工程施工。车站工程由埃法日塞内加尔分公司、GETRAN和SERTEM负责。
使用列车为阿尔斯通Reichshoffen 公司生产的CORADIA REGIOLIS列车，运营服务則由法国国家铁路公司和巴黎大众运输公司的合资公司SYSTRA的协助。
工程路线于2019年1月15日被呈给塞内加尔总统马基·萨勒和政府成员，列车当天在达喀尔站至德雅尼雅迪奥站区间进行试运行。

## 技术指标

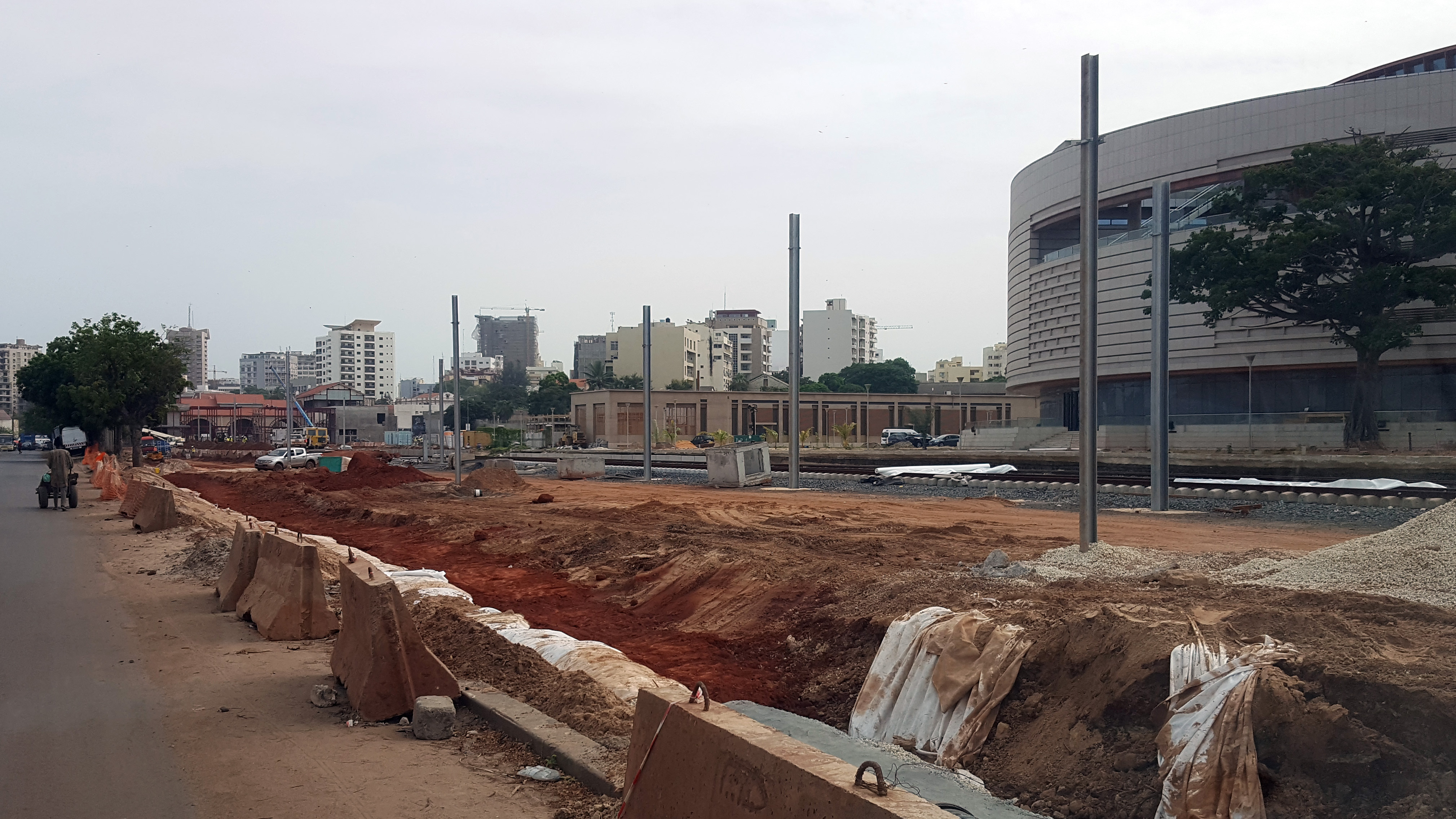
Travaux TER Dakar-AIBD 2018-10-18 par mon.nini

由达喀尔到德雅尼雅迪奥的一期工程总长36千米，二期工程长度19千米，将连接布莱兹·迪亚涅国际机场。工程竣工后由达喀尔至布莱兹·迪亚涅国际机场的行程时长将为50分钟，最高时速160km/h。
铁路为标准轨距复线电气化铁路，供电为25kV50Hz。該铁路为塞内加尔的第一条电气化也是第一条标准轨距铁路。
在负责旅客运输的复线旁还有一条货运米轨单线铁路与现有的塞内加尔铁路网相连。
线路使用15列4节编组混合动力阿尔斯通Coradia多用途动车组。
线路使用高架電纜供电。在达喀尔大区内的接触网施工造成了民众很大的反响，因为当地居民认为铁轨也被通电。

## 价格
- 达喀尔站至德雅尼雅迪奥站：1500西非法郎[9]。

## 车站
达喀尔站原建于1914年，已废弃多年，将在此次共享中修复成为终点站。
德雅尼雅迪奥站为一期工程的终点站，设计上类似阿卜杜·迪乌夫国际会议中心，与周围建设中的工程做到协调。